# Salvador Gutiérrez Pestana
Salvador Gutiérrez Pestana (Trujillo, 17 de septiembre de 1873 - Lima, 10 de julio de 1960) fue un empresario, político, y benefactor de la Iglesia Católica. Formó parte de la Sociedad Agrícola Pomalca y fue ministro de Fomento en 1919.

## Biografía
Salvador Gutiérrez nació el 17 de septiembre de 1873 en la ciudad de Trujillo. Sus padres fueron Vicente Félix Gutiérrez La Torre y Mercedes Pestana Gorostiza. Salvador fue el tercer hijo del matrimonio, que tuvo siete hijos: Fidela, Agustín, Salvador, María Luisa Eugenia, Ana María, Margarita y Carlos Gutiérrez Pestana.
En 1869, el padre y los tíos de Salvador compran la Hacienda Pomalca, ubicada cerca a Chiclayo y se encargan de realizar cambios acordes a la revolución industrial, logrando un notable desarrollo hacia el año 1895. Los hermanos mayores, Simón y Vicente, se encargaron del campo y de la industria respectivamente.
Tras la muerte de Simón, los activos y pasivos de la hacienda pasan a manos de Vicente. En 1896, tras la muerte de Vicente, Salvador y sus hermanos crean la empresa colectiva “Gutiérrez y hermanos”. Unos años después, en 1902, los hermanos Gutiérrez Pestana constituyen la Sociedad Agrícola Pomalca y continúan el proceso de modernización de la fábrica, lo cual supuso un endeudamiento con hacendados, especialmente con la familia de comerciantes De La Piedra, abastecedora de herramientas y principal accionista del ferrocarril de Pimentel con un 31%. Es así como con la caída del precio del azúcar los Gutiérrez venden la hacienda a los De La Piedra en 1920.
El 21 de diciembre de 1898, Salvador se casó en la Catedral de Lima con María Teresa Rosa Adriana Gálvez Rodrigo, hija del destacado abogado Manuel María Gálvez Egúsquiza. Con ella tuvo seis hijos: María Isabel, María Adriana, María, Manuel María José, Salvador y Vicente Félix Gutiérrez Gálvez.
Salvador Gutiérrez fue ministro de Fomento durante el segundo gobierno del presidente Augusto B. Leguía, desde el 5 de julio hasta mediados de agosto de 1919. Alrededor de ese mismo año dispone la edificación de la Casona Pardo, lugar en el cual residiría con su familia a partir de 1920. 
Falleció el 10 de julio de 1960, a la edad de 87 años en su residencia en Miraflores.

## Legado
Salvador Gutiérrez cuenta con un importante legado, tanto en Chiclayo como en la ciudad de Lima.

### Rehabilitación del Puerto de Pimentel (1912)
Además de su contribución con la Hacienda Pomalca (cuando esta seguía en mano de los Gutiérrez) Salvador proyectó la rehabilitación del Puerto de Pimentel junto a comerciantes e industriales lambayecanos, con quienes se reunió el 22 de septiembre de 1911. El 22 de marzo del año siguiente lograron que la Sociedad Agrícola Pomalca fuese autorizada por el gobierno, mediante Resolución Suprema, para “tender una línea férrea de trocha angosta entre la hacienda Pomalca y el Puerto de Pimentel, así como también la construcción de un muelle con la facultad de establecer ramales ferroviarios que se estimen convenientes”.

### Casona Pardo (1920)
Salvador Gutiérrez dispuso su construcción alrededor de 1919, para lo cual encargó el proyecto al ingeniero y arquitecto Enrique Bianchi. En 1920 se inauguró la casona y Salvador se mudó a ella junto con su esposa e hijos. 
Después del fallecimiento de Salvador, su esposa y su hija Isabel donan la casona para que funcione como un centro educativo y cultural universitario. 
En 1980, la antigua vivienda de la familia Gutiérrez es declarada Patrimonio Histórico Inmueble de la Nación.
En la actualidad la Casona Pardo funciona como el Centro Cultural del Campus Lima de la Universidad de Piura. Está ubicada en la calle Coronel Inclán 120, Miraflores.

### Parroquia Virgen Milagrosa (1930)
Salvador Gutiérrez realizó una donación para la construcción del altar mayor de la parroquia Virgen Milagrosa, templo ubicado en el Parque Central de Miraflores. También donó el vitral de la puerta de la Calle Lima, donde se lee su nombre.

### Cementerio Municipal deSurquillo(1936)
El terreno en el que se construyó el Cementerio Municipal de Surquillo fue donado por Salvador Gutiérrez a la Hermandad del Sagrado Corazón de Jesús, antes de que existiese el distrito de Surquillo. La Hermandad cedió el terreno a la Municipalidad de Miraflores hasta el 15 de julio de 1949, cuando se creó el distrito de Surquillo.

### Club Terrazas (1938)
Salvador Gutiérrez fue uno de los fundadores del Club Tennis Las Terrazas, cuya acta de fundación fue firmada en la municipalidad de Miraflores el 3 de marzo de 1938. Se trata de uno de los clubes más reconocidos del distrito de Miraflores y la ciudad de Lima.

### Parroquia San Vicente de Paúl (1943)
Otra contribución de Salvador Gutiérrez a la Iglesia católica fue la donación del terreno en el que se construiría la Parroquia San Vicente de Paúl en el actual distrito de Surquillo. El 25 de enero de 1938 se inició la construcción, la cual estuvo a cargo de la Sociedad de Obreros del Sagrado Corazón de Jesús, y el 16 de junio de 1943 la parroquia fue erigida como tal por decreto arzobispal. Está encomendada a la Congregación de la Misión.
En el interior del templo, detrás de la fuente bautismal situada al lado del altar, se encuentra expuesta una placa conmemorativa de la donación de la familia Gutiérrez, fechada el día 21 de diciembre de 1948, en la cual rezan las siguientes palabras:
Los Rdos. sacerdotes de la Congregación de la Misión de San Vicente de Paúl agradecidos a sus bienhechores D. Salvador Gutiérrez y su digna esposa doña Adriana Gálvez de Gutiérrez a cuyas expensas se levantó este templo.